# Petrina Price
Petrina Price (ur. 26 kwietnia 1984) – australijska lekkoatletka, skoczkini wzwyż.

## Osiągnięcia
- srebrny medal Mistrzostw Świata Juniorów Młodszych w Lekkoatletyce (Debreczyn 2001)
- brąz podczas Mistrzostw Świata Juniorów (Kingston 2002)
- wielokrotna mistrzyni Australii

Price reprezentowała Australię na igrzyskach olimpijskich (Ateny 2004) gdzie zajęła ostatnie, 34. miejsce w eliminacjach i nie awansowała do finału.

## Rekordy życiowe
- skok wzwyż - 1,94 (2009)
- bieg na 400 m przez płotki - 58,30 (2001)